# جان ماري أماني
جان ماري أماني (بالفرنسية: Jean-Marie Amani)‏ (15 أبريل 1990 - ) هو لاعب كرة قدم فرنسي في مركز الوسط. لعب مع زمبرو تشيسيناو وFK Tauras Tauragė ‏.

## وصلات خارجية
- جان ماري أماني على موقع الاتحاد الأوربي (الإنجليزية)
- جان ماري أماني على موقع قاعدة بيانات كرة القدم.إي يو (الإنجليزية)
- جان ماري أماني على موقع Soccerway.com (الإنجليزية)